# Ogun
|  | Per a altres significats, vegeu «Riu Ogun». |

Ogun és un estat al sud-oest de Nigèria. Està limitat per l'Estat de Lagos al sud, els estats d'Oyo i Osun al nord, l'Estat d'Ondo a l'est i Benín a l'oest. La seva capital i ciutat més poblada és Abeokuta.
Ogun té una universitat federal: la Universitat Federal d'Agricultura, i dues universitats estatals: la Universitat Olabisi Onabanjo a Ago Iwoye (coneguda com la Universitat Estatal d'Ogun) i la Universitat d'educació Tai Solarin, a Ijebu Ode. Ogun té nou universitats registrades, és l'estat que en té més. En té cinc de privades. L'estat té dos hospitals de primer ordre, el Federal Medical Center, a Abeokuta, i l'Olabisi Onabanjo University Teaching Hospital, a Sagamu.
Altres ciutats de l'estat són Ijebu Ode, Sagamu, Ijebu Igbo, Ilaro Ayetoro i Ota.
El sobrenom de l'estat és "Gateway to Nigeria" (porta de Nigèria). Fou creat el febrer del 1976 amb la unió de les antigues províncies d'Abeokuta i d'Ijebu. El cens del 1991 va comptar 2.338.570 habitants.

## Geografia física
L'estat d'Ogun té dos tipus principals de roques: Al nord de l'estat hi predominen les de granit i al sud hi predomine les roques sedimentàries de les edats del Cretaci i del terciari.
Ogun té una àmplia zona de terres baixes ondulants. Hi ha turons dispersos que són interfluvis entre les diferents valls dels rius. A la regió hi ha un gran nombre de rius i afluents que flueixen en direcció al sud i que arriben a llacunes costaneres i a l'Atlàntic. Entre aquestes hi ha el riu Ogun, l'Osun, el Yewa, el Yemoji, l'Ona, el Sasa, l'Oni, l'Ohu, l'Ohia, l'Abafon i l'Oyan, entre d'altres. La major part de l'estat és irrigada per aquests rius i rierols, molts dels quals s'assequen a l'estiu.

### Clima
Ogun té un clima tropical moderadament càlid i humit de la zona del sud-oest de Nigèria. Hi ha dues estacions diferents, l'estació de pluges que comença al març/abril i l'estació seca, que ho fa a l'octubre/novembre. La temperatura és força alta a l'estació seca (al voltant dels 30 °C. Les temperatures són més baixes durant l'estació humida, sobretot als mesos de juliol i agost (uns 24 °C). La pluviositat varia entre els 1000 mm a la part occidental i els 2000 mm a la part oriental de l'estat.

### Sòls
Els sòls d'Ogun són variats. Els de la part nord-est de l'estat es deriven de les roques complexes i les de l'est són sòls rojos, especialment bons pel cultiu del cacau i el cafè.
Al sud de l'estat també són variats en la seva textura i components i són derivats de roques sedimentàries. Al sud-oest i a gran part de l'oest els sòls són de sorra, que només suporta vegetació de sabana. Les valls dels rius tenen sòls al·luvials. La zona d'Ifo es caracteritza per la seva pedra calcària és la base de la fàbrica de ciment d'Ewekoro.

### Vegetació
Ogun té dos tipus de vegetació principal: bosc humit tropical i sabana. El primer es troba a les zones costaneres, a la riba del riu, a la part sud d'Egbado. La Sabana es troba a gran part de l'oest i del nord; a Egbado del Nord i del Sud, a Ewekoro, Abeokuta, Owode i AdoOdo/Ota.

## Geografia humana
Segons el cens de 1991, Ogun tenia una població total de 2.338.570 habitants. La densitat de població mitjana de l'estat és de 143 h/km². Les zones amb una densitat de població més altes són Abeokuta (480 h/km²) i Sagamu (288 h/km²). Aquestes són seguides per AdoOdo/Ota i IjebuOde (271 h/km²), Egbado South (234 h/km²). Les zones classificades com rurals són: Egbado North, IjebuEast, ObafemiOwode i Odeda.

### Urbanització i desenvolupament rural
Abeokuta és l'única ciutat de segona classe de l'estat, segons l'ordenança de ciutats que va introduir el 1917 l'administrador colonial, Lord Lugart. IjebuOde i Ilaro són ciutats de tercera classe. El 1950 només Abeokuta i IjebuOde tenien d'abastament d'aigua i només la primera tenia instal·lacions elèctriques. La situació el 2000 no havia canviat gaire.
El 1990, el percentatge de la població urbana d'Ogun era del 37,4% de la població i només a Abeokuta del Nord i del Sud i Ijebu Sagamu ho era més del 50%. A Ijebu East, ObafemiOwode, Ogun Waterside i a Odeda el 100% de la població era rural.

### Etnologia i llengües
Els iorubes són el grup ètnic més nombrós a Ogun. A l'estat es parla diversos dialectes de ioruba: Dialecte egba a Abeokuta North i South, Ifo, Ewekoro, ObafemiOwode, Odeda i Ado Odo/ota; dialecte egbado a Egbado North i South, ImekoAfon i Ipokia; dialecte ijebu a IjebuEast, IjebuNorth, IjebuNorth East, IjebuOde, Odogbolu i Ogun Waterside; dialecte remo a Sagamu, Remo North i Ikenne. També es parlen els dialectes oyo(owu), awori, ikale i ilaje.
Respecte a la cultura tradicional, la població fa artesania, gravats, escultures i ferreria. Hi ha permanència de pràctiques religioses tradicionals, algunes de les quals són una atracció turística, com l'Olumo Rock d'Abeokuta.
A Ogun també hi viuen prop de 400.000 guns que parlen la llengua gun.

### Divisió administrativa
L'estat té vint àrees de govern local: Abeokuta North, Abeokuta South, Ado-Odo/Ota, Ewekoro, Ifo, Ijebu East, Ijebu North, Ijebu North East, Ijebu Igbo, Ijebu Ode, Ikenne, Imeko Afon, Ipokia, Obafemi Owode, Odogbolu, Odeda, Ogun Waterside, Remo North, Sagamu, Egbado North i Egbado South.

### Economia
Segons el National Bureau of Statistics de Nigèria, el 62,3% de la població és pobre i el 22,9% de la població activa està desempleada.

### Transport i comunicacions
Ogun té carreteres, ferrocarril, gasoductes i transport fluvial. A Idilroko hi ha el pas fronterer important que uneix Nigèria i Benín. Per això l'estat ha adquirit el sobrenom de Porta de Nigèria. Per Ogun hi passa una línia de ferrocarril interestatal i gasoductes de gas i petroli. A Sagamu hi ha un dipòsit de petroli important.

### Problemes ecològics
El medi ambient ha estat afectat per l'acció antròpica (de l'home).
Entre els problemes ecològics hi ha:
- Destrucció dels boscos tropicals per la seva explotació i per cremacions del bosc. Això ha fet que s'hagin substituït per boscos de fulla caduca per la sabana.
- Espoliació de la terra i enormes excavacions a la zona d'Abeokuta per recercar pedra calcària i altres minerals per les fàbriques de ciment d'Ewekoro i Sagamu.
- Les algues marines han envaït els principals rius, sobretot el riu Ogun.

## Universitats
- University of Agriculture, a Abeokuta
- Covenant University, a Ota
- Bells University of Technology, a Ota
- Olabisi Onabanjo University, a Ago Iwoye
- Redeemer's University (RUN), de l'església cristiana de la Redempció de Déu
- Babcock University, a Ilisan Remo
- Tai Solarin University of Education, a Ijebu Ode
- Crawford University, a Igbesa
- Adetokunbo University, a Sagamu
- Crescent University, a Abeokuta
- Mountain Top University, Lagos-Ibadan Expressway, Nigèria

## Turisme i llocs d'interès
A Ogun hi ha espais naturals i culturals tenen capacitat d'atraure visitants. Entre els espais naturals hi ha ilsenbergs (muntanyes rocalloses aïllades), platges, valls, muntanyes, cascades i vegetació. Entre les atraccions culturals hi ha temples, tombes, artesana, escultures i vestuari tradicional.
A l'estat hi ha 173 hotels i hostals que proveeixen la infraestructura necessària per al desenvolupament del turisme.
Llocs d'interès natural
- Olumo Rock: un aflorament rocallós enorme que servia com a refugi per als primers colons a Abeokuta.[8]
- Ebute Oni Beach a Ogun Waterside.
- Temoji Centre, una piscina natural propera a IjebuOde.

Llocs d'interès cultural
- Suna Cultural Hall, jaciment arqueològic proper a IjebuOde.
- Santuari Birikisu Sungbo a OkeEri, proper a IjebuOde. A 100 km de Lagos. És considerat la Meca d'Àfrica subsahariana, ja que és on es creu que hi ha la tomba de la reina de Sabà.[8][9]
- Artesania tradicional com la terrisseria d'OkeEri, els tèxtils i tenyits d'Abeokuta, les estores d'Omu, talles, escultures i obres de ferreria.
- Festes tradicionals: celebracions Igunuko a l'aldea IfoNla (a Ifo); la regata fluvial de Iwopin; el festival Ojude Ova a IjebuOde; i el dia Tabborah a Remo North.

## Persones notables
- Rotimi Adebari. Polític d'Irlanda. És el primer alcalde negre d'aquest país.[10]
- Adebayo Adedeji, polític, Secretari Executiu de la Comissió Econòmica per Àfrica de les Nacions Unides entre el 1975 i el 1978. Director executiu i fundador de l'African Centre for Development and Strategic Studies.
- Joseph Adefarasin, jutge, president de la de la Federació Internacional de la Creu Roja entre el 1977 i el 1981.[11]
- Yemi Adenuga, directora, presentadora i productora de televisió i ràdio.
- Sikiru Kayode Adetona, oda d'Ijebu Ode. Cap tradicional.
- Batile Alake, cantant.
- Obafemi Awolowo, polític, premier de Nigèria Oriental entre el 1954 i el 1960. Considerat un pare fundador de Nigèria.[12]
- Adewale Ayuba, cantant i cantautor del gènere nigerià de música bonsue fuji.
- Wande Coal, cantant i cantautor dels gèneres d'afropop, afro hip-hop i de rhytm and blues. Guanyador de diversos premis dels Hip Hop World Awards.[13]
- Olu Jacobs, actor de cinema i televisió.[14]
- Osaremen ehi james, periodista.
- Monday Merotohun, jugador de tennis taula, medallista d'or en els Jocs Africans del 2007, en la categoria de dobles.[15]
- Pastor Taiwo Odubiyi, escriptora i speaker. Especialitzada en novel·les romàntiques, infantils i d'autoajuda. Columnista a diversos mitjans de comunicació escrits i col·laboradora de ràdio i televisió.[16]
- Adeola Odutola, empresari i primer president de la Manufacturers Assotiation of Nigeria.[17]
- Babafemi Ogundipe. Polític militar, primer vicepresident de Nigèria entre el gener i el juliol del 1966.[18]
- Femi Osofisan, escriptor de novel·les.[19]
- Sir Shina Peters, músic, considerat creador del gènere afro juju.[20]

## Persones d'Abeokuta
- Moshood Abiola, home de negocis, polític i aristòcrata del poble egba.[21]
- Peter Akinola, religiós, bisbe-primat de l'església anglicana de l'església de Nigèria.[22]
- Ademola Bankole, futbolista professional.[23]
- Alani Bankole, empresari i aristòcrata ioruba. Oluwo d'Iporo Ake i Seriki Jagunmolu d'Egbaland. Polític.
- Dimeji Bankole, polític, empresari i economista.
- Saburi Biobaku, historiador, especialista en la història dels iorubes. Fou vice-canciller de la Universitat de Lagos.[24]
- Andrew Dick, lluitador d'estil lliure. Va competir als Jocs Olímpics d'Estiu de 2012 a Londres.[25]
- Fela Kuti, cantant, músic i cantautor d'afrobeat i highlife i activista pels drets humans i el panafricanisme.[26]
- Olusegun Obasanjo, polític, President de Nigèria entre el 1999 i el 2007.
- Funmilayo Ransome-Kuti, política, activista pels drets de les dones i aristòcrata.tradicional.[27]
- Wole Soyinka, autor literari, premi nobel de literatura del 1986. Primer africà i afrodescendent que ha guanyat aquest premi.[28]
- Amos Tutuola, escriptor.